# Tremiti
Tremiti (talijanski: Isole Tremiti) otočje je u Jadranskom moru koje se nalazi sjeverno od poluotoka Gargano. Otočje je općina u pokrajini Foggiji i čini dio Nacionalnog parka Gargano. 
 Otoci su dobili ime po pojačanoj sezmičkoj aktivnosti u tom području.
Ti su otoci iskorišteni kao logor za političke zatvorenike za vrijeme fašističkog režima Benita Mussolinija. Otoke je u istu svrhu i prije dva tisućljeća iskoristio August kad je na njih poslao svoju unuku Juliju.
Danas ti otoci predstavljaju veliku turističku atrakciju, ponajviše zbog čiste vode.

## Otoci
- San Domino najrazvijeniji je turistički otok; na njemu se nalazi jedina pješčana plaža na otočju.
- San Nicola najnapučeniji je otok, na njemu živi većina stanovništva općine. Na njemu se nalazi samostan u kojem je pokopan redovnik Nicolò. Prema legendi svaki pokušaj pomicanja njegova tijela uzrokuje oluju.
- Capraia (ili Capperaia) nenapučeni je otok koji je dio nacionalnog parka.
- Cretaccio je manji nenapučeni glinena hrid.
- Pianosa je malen, nenaseljen i nizak otok. Ponekad ga za vrijeme oluja u potpunosti prekriju valovi.

## Vanjske poveznice
- Službena stranica općine (talijanski)